# Leo Wyatt
Leo Wyatt är en rollfigur i TV-serien Förhäxad. Han spelas av Brian Krause. Leo var en soldat som dog under andra världskriget. Han blev sedan en ledsagare, och det hamnade på hans lott att försvara systrarna Halliwell, Piper, Phoebe och Prue (som senare byttes ut till Paige). Leo och Piper blev tillsammans, och han gav upp sin titel som ledsagare för att få bli dödlig igen och bo med henne på jorden. De har fått två söner; Wyatt Halliwell och Chris Halliwell  Han hjälper ofta systrarna med sina magiska bestyr. Piper och Leo får senare en dotter som de döper till Melinda. När Piper och hennes systrar ska slåss i det slutgiltiga slaget mot Billie Jenkins och Christy Jenkins tas Leo ifrån Piper och hon får bara tillbaka honom om hon vinner slaget.